# Bo Diddley (chanson)
Singles de Bo Diddley
Diddley Daddy
(1955)
Pistes de Bo Diddley (1958)
I'm a Man
Bo Diddley est une chanson de Bo Diddley écrite en 1954 et produite en mars 1955 par Checker Records, une filiale de Chess Records. C'est le premier tube qu'il ait sorti en single et qui l'a fait connaitre cette même année en atteignant la première place des charts rhythm and blues pendant 18 semaines . La face B comporte un autre standard de légende : I'm A Man.
Quand il décide de produire sa première maquette pour compenser financièrement les saisons mortes du Show Business, le morceau porte le nom de Uncle Jo. En signant en 1954 avec Chess Records, il le transforme en Bo Diddley qui est son nom de scène depuis 1943.
L'album portant toujours le même nom ne sortira qu'en 1958.
Il la joua à la télévision pour la première fois dans le Ed Sullivan Show le 20 novembre 1955. En fait Bo Diddley désobéit à Ed Sullivan en jouant sa chanson à la place de celle qui était prévue, une reprise de Sixteen Tons. Il est dès lors écarté des shows jusqu'à la résurgence du Rock au début des années 1960, mais il popularisa de fait sa chanson et son style.
Elle présente le diddley beat, rythme qui est à la base du rock, issu de la culture musicale afro-américaine et que Bo Diddley va développer. Elle sera reprise par de nombreux artistes comme Buddy Holly, The Animals, Janis Joplin, les Moody Blues qui ont tous essayé de percer son rythme complexe et de le reproduire. Cette structure rythmique influencera une grande partie de la scène Rock mais aussi Disco et Urban venant à sa suite.
On retrouve notamment ce morceau dans le dessin animé psychédélique pour adulte Fritz the Cat (1972), parfois nommé Crow Song (Chanson du Corbeau, personnage noir, affable, mystérieux et rond qui la chante dans un club et qui rappelle ostensiblement les débuts et le personnage de Bo Diddley).
Les paroles du morceau sont fondées sur celles de la célèbre berceuse anglaise Hush little baby.
Le thème, bien que reprenant en partie celui de la berceuse avec les termes qu'elle contient (tout acheter à son enfant pour le contenter), est diabolique (le chat noir, le mojo, la chèvre qui allaite, l'os noir, la bague de diamant…) et formule finalement une critique en dérision sur le sens et la pertinence même de la berceuse promettant tout à l'enfant.
Bo Diddley fera une suite explicite et drôle à cette chanson en y reprenant plus fidèlement les termes de la berceuse et qu'il nommera sans ambiguïté possible : Hush Your Mouth.
En 2012, la chanson Bo Diddley, accompagnée du titre I' m a Man, est ajoutée à la liste des enregistrements sonores américains « importants sur le plan culturel, historique ou esthétique » de la Bibliothèque du Congrès. 

## Personnel
Liste des musiciens présents sur l'enregistrement du 2 mars 1955 :
- Bo Diddley : chant, guitare électrique
- Billy Boy Arnold : harmonica
- Otis Spann : piano
- Willie Dixon : contrebasse
- Frank Kirkland ou Clifton James : batterie
- Jerome Green : maracas

## Reprises et samples
De nombreux artistes on repris, imité ou samplé la chanson Bo Diddley,.

### Reprises
- Novembre 1958 - le chanteur pop Jimmie Rodgers avec Hugo Peretti & His Orchestra, sur l'album Jimmie Rodgers Sings Folk Songs.
- Octobre 1960 - Bill Black's Combo dans une version instrumentale sur l'album Solid and Raunchy.
- Mai 1962 - Bobby Vee avec The Crickets sur l'album Bobby Vee Meets The Crickets.
- 1963 - Ronnie Hawkins and the Hawks en face B du single Who Do You Love.
- 30 décembre 1963 - The Animals with Eric Burdon sur l'album live In the Beginning sorti en 1970.
- Octobre 1962 - The Shadows sur Out of the Shadows.
- Février 1963 - Buddy Holly sur l'album posthume Reminiscing.
- 1964 - The Astronauts sur l'album live Everything Is A-OK!.
- 1964 - Billy Lee Riley dans une version instrumentale sur l'album Big Harmonica Special.
- 1965 - The Barbarians sur Are You a Boy or Are You a Girl.
- Septembre 1968 - The Meters, sous le nom d'Art Neville, dans une version soul sortie en single. Une autre version figure sur l'album de 1992 The Meters Jam.
- Avril 1969 - Tim Hardin (Bo Diddly) sur l'album Tim Hardin 4.
- Octobre 1969 - Barry Goldberg sur Street Man.
- Août 1972 - Bob Seger sur Smokin' O.P.'S. Une autre version figure sur l'album Live Bullet enregistré les 4 & 5 septembre 1975 au Cobo Hall de Détroit.
- 1972 - Bloodstone dans un medley avec Diddley Daddy, sur l'album Natural High.
- Avril 1973 - Bobby Darin dans un medley avec You Are My Sunshine et Splish Splash dans son émission The Bobby Darin Show. Cette prestation se trouve dans le film Mack Is Back! paru en 2000.
- 26 décembre 1980 - Warren Zevon dans un medley avec Bo Diddley's a Gunslinger, sur l'album live Stand in the Fire.
- 1981 : Maureen Tucker sur son premier album solo, Playin' Possum.
- 20 juin 1989 - le groupe cajun BeauSoleil, dans un medley avec Not Fade Away et Iko Iko, sur l'album Bayou Cadillac.
- 16 novembre 1993 - inédit d'Emerson, Lake and Palmer figurant sur la compilation The Return of the Manticore.
- 30 juillet 2002 - Taj Mahal sur la compilation Hey Bo Diddley - A Tribute!.
- 14 juin 2011 - George Thorogood & The Destroyers sur 2120 South Michigan Ave..

### Adaptations et citations
- La chanson Not Fade Away des Crickets, avec Buddy Holly au chant, sur l'album de 1957 The "Chirping" Crickets, est directement inspirée de Bo Diddley.
- Willie and the Hand Jive de The Johnny Otis Show, en 1958, s'en inspire également.
- Bill Haley and His Comets enregistrent une version de la chanson, avec des paroles différentes, intitulée Pancho, pour leur album de 1966 Whiskey a Go Go.
- En 1969, Kool and the Gang joue un extrait de la chanson aux cuivres dans le morceau Kool's Back Again, sur leur album Kool and the Gang.
- The Trashmen parodient Bo Diddley dans Bird Diddley Beat, sur l'album Great Lost Album! en 1990.
- Le chanteur belge Jan De Wilde enregistre une version de Bo Diddley en flamand pour la compilation de 1990 Neem je tijd. Celle-ci est reprise par le groupe De Nieuwe Snaar sur leur album William en 1992.
- La chanteuse Remi Wolf en cite un extrait dans Grumpy Old Man, sur l'album Juno en 2021.

### Samples
Le rappeur B.o.B utilise un sample de Bo Diddley dans le morceau Play the Guitar (feat. André 3000) en 2011.